# Пітер Джозеф
Пітер Джозеф (англ. Peter Joseph, нар. 1979, Північна Кароліна, США) — американський кінорежисер, творець документальних фільмів «Дух часу», «Дух часу: Додаток», «Дух часу: Наступний крок», які отримали широке обговорення як з позитивними відгуками, так і з негативною критикою. Пітер Джозеф є засновником руху «Дух часу».
З кінця липня 2012 року випускає авторську програму на YouTube «Culture in Decline» (укр. Культура в занепаді)